# Невидимий ворог
Невидимий ворог (англ. An Unseen Enemy) — німий короткометражний фільм кінокомпанії «Biograph Studios», знятий в 1912 році режисером Девідом Гріффітом. У цьому фільмі вперше з'явилися на екрані сестри Ліліан і Дороті Гіш.

## В ролях
- Елмер Бут
- Ліліан Ґіш
- Дороті Ґіш
- Гаррі Кері — злодій
- Роберт Харрон
- Грейс Хендерсон — невидимий ворог
- Чарльз Хілл Майлз —
- Волтер Міллер —
- Генрі Волтголл —
- Адольф Лестіна —
- Антоніо Морено — людина на мосту
- Еріх фон Штрогейм — людина в солом'яному капелюсі